# 6. divize (mobilizace 1938)
6. divize byla vyšší jednotkou, působící v rámci V. sboru ve druhém sledu obrany v oblasti jižně od Brna, s cílem podpořit v případě potřeby obranné boje v úseku prvosledové Hraniční oblasti 38.
Velitelem 6. divize byl brigádní generál František Tallavania
Stanoviště velitele se nacházelo v Pohořelicích

## Úkoly 6. divize
Podpora jednotek Hraniční oblasti 38 při obraně hlavního obranného postavení na směru nepřátelského útoku. V případě prolomení hlavního obranného postavení zastavení postupu nepřítele dále do hloubky československého území.

## Podřízené jednotky[1]
- pěší pluk 77 (SV Loděnice)
- pěší pluk 53 (SV Dolní Kounice)
- pěší pluk 60 (SV Pohořelice)
- dělostřelecký pluk 6
- smíšený přezvědný oddíl 6
- ženijní rota 6
- telegrafní prapor 6